# Пристолична сільська територіальна громада
Пристолична сільська територіальна громада — територіальна громада в Україні, в Бориспільському районі Київської області. Адміністративний центр — село Щасливе.
Площа громади — 104,47 км², населення — 10 856 осіб (2020).
Утворена 12 червня 2020 року шляхом об'єднання Великоолександрівської, Дударківської та Щасливської сільських рад Бориспільського району.

## Населені пункти
У складі громади 8 сіл:
- Безуглівка
- Велика Олександрівка
- Дударків
- Займище
- Мала Олександрівка
- Проліски
- Чубинське
- Щасливе

## Старостинські округи
- Великоолександрівський
- Дударківський
- Чубинський